# نادي لانارك الثالث
نادي لانارك الثالث هو نادي كرة قدم بريطاني أٌسس عام 1872.